# North Star (Ohio)
North Star – wieś w Stanach Zjednoczonych, w stanie Ohio, w hrabstwie Darke.